# 911
911(구백십일)은 910보다 크고 912보다 작은 자연수다.

## 수학
- 156번째 소수(素數)다. 앞의 소수는 907, 다음 소수는 919다.
  - 36번째 소피 제르맹 소수(↔ 1823)다. 앞의 소피 제르맹 소수는 809, 다음은 953이다.
- {\displaystyle 911=293+307+311}
  - 연속하는 세 소수(素數)의 합으로 나타낼 수 있으며, 이 성질을 지닌 앞의 수는 883, 다음 수는 931이다.

## 과학·기술
- NGC 911(영어판): 안드로메다자리 방향에 있는 타원은하.
- 포르쉐 911: 독일의 스포츠카 제조사인 포르쉐의 대표 모델.

## 교통

### 철도
- 서울 지하철 9호선 신목동역의 역번호.

### 도로
- 911번 홋카이도도(일본어판): 홋카이도 나카가와군 도요코로정 내를 관통하는 일본의 도도.

## 문화유산
- 대한민국의 보물 제911호: 경주 석굴암 삼층석탑

## 작품
- 〈9-1-1〉: 2018년부터 방영되고 있는 미국의 텔레비전 드라마.
- 〈911〉: 레이디 가가의 곡. (2020년 9월 18일 출시)

## 기타
- 연도: 911년, 기원전 911년
- 날짜: 9월 11일
  - 9·11 테러 (2001년)
- 미국과 캐나다의 응급 전화번호. (대한민국의 119에 해당)
- 한국십진분류법에서 한국의 역사에 관한 책들이 분류되는 번호.